# Цегельня (Гомельський район)
Цегельня (біл. Цагельня) — селище в Прибитковській сільській раді Гомельського району Гомельської області Республіки Білорусь.

## Географія

### Розташування
За 2 км від залізничної станції Уть (на лінії Гомель — Чернігів), 7 км на південь від Гомеля.

## Транспортна мережа
Поруч автошлях Старі Яриловичі — Гомель. Планування складається з широтної вулиці, в центрі якої забудова набула вигляду квадрата. Будівлі переважно дерев'яні садибного типу.

## Історія
Цегельня засноване на початку XX століття переселенцями із сусідніх сіл. 1931 року жителі вступили до колгоспу. Більшість жителів працювала на різних підприємствах Гомеля. 1959 року центр радгоспу «Южный». Розташовані бібліотека, фельдшерсько-акушерський пункт, дитячий садок, клуб, відділення зв'язку.

## Населення

### Чисельність
- 2009 — 1277 мешканців